# Günter Schwank

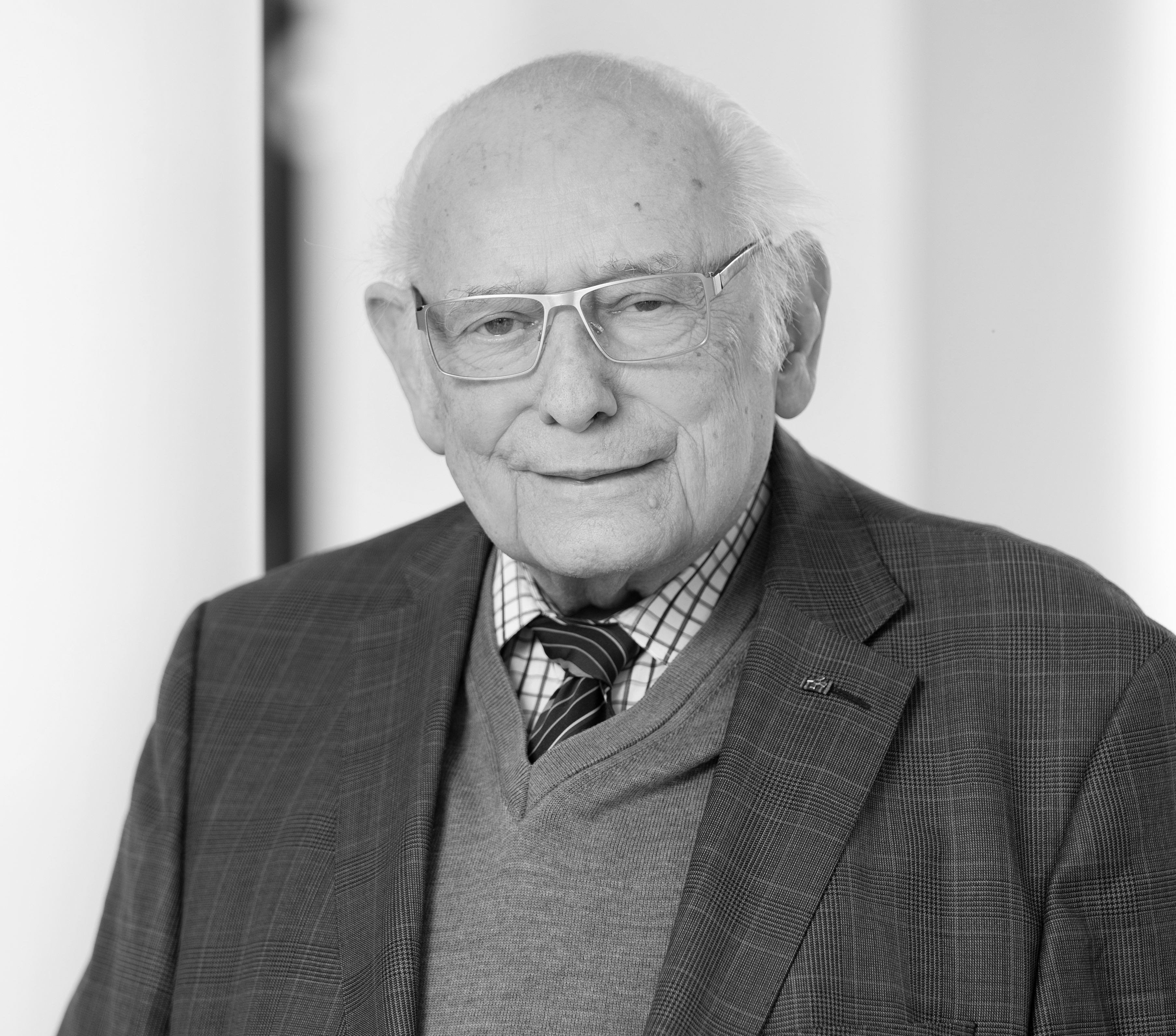
Günter Schwank (2019)

Günter Schwank (* 1. Juni 1931; † 14. August 2019) war ein deutscher Unternehmer und Verbandsfunktionär der kunststoffverarbeitenden Industrie.

## Leben
Günter Schwank besuchte die Helmholtzschule in Frankfurt am Main, an der er 1954 sein Abitur ablegte.
In den 1960er Jahren war Schwank Leiter des Marketing und stellvertretender Vertriebsdirektor bei der Singer Nähmaschinen AG in Frankfurt am Main, danach Leiter des Vertriebs der Handelskette Photo Porst in Nürnberg sowie Geschäftsführer der ebenfalls in Nürnberg ansässigen Porst-Tochter Deutscher Supplement Verlag.
Schwank war Mitglied der Jungen Union Hessen und Herausgeber der im November 1965 publizierten Jubiläumsschrift 20 Jahre Junge Union in Hessen – Geschichte und aktuelle Schwerpunkte.
Anfang 1970 wechselte er in die Kunststoffindustrie und wurde Hauptgeschäftsführer der Badischen Plastic-Werke GmbH in Bötzingen am Kaiserstuhl (später: Peguform-Gruppe). Im Jahr 1973 wechselte er als geschäftsführender Gesellschafter zu der neu gegründeten Georg Utz GmbH nach Schüttorf, eine Funktion, die er 29 Jahre lang ausübte. Bis zum Jahr 2006 gehörte er dem Verwaltungsrat der Schweizer Muttergesellschaft Georg Utz Holding AG in Bremgarten an.
In der Zeit von 1998 bis 2002 war er Präsident des Gesamtverbandes Kunststoffverarbeitende Industrie, seitdem war er deren Ehrenpräsident.
Schwank gehörte mehrere Jahre dem Präsidium des europäischen Dachverbandes der kunststoffverarbeitenden Industrie EuPC, dem Präsidium des Deutschen Instituts für Normung e. V. (DIN) und dem Beirat der BKV GmbH in Frankfurt am Main an. Schwank wirkte weiterhin im Verwaltungsrat des Süddeutschen Kunststoffzentrums (SKZ) und im Kuratorium der Kunststoffindustrie mit.

## Günter-Schwank-Preis
Zum 50-jährigen bestehen des Gesamtverbandes Kunststoffverarbeitende Industrie e.V. (GKV) initiierte Schwank einen Nachwuchspreis. Dieser, mit 5000 € dotierte Preis, wird seit 2001 den zehn besten Absolventen der Ausbildung zum Verfahrensmechaniker verliehen. 2020 wurde der Preis in Würdigung von Schwanks Engagements in Günter-Schwank-Ausbildungspreis umbenannt.

## Ehrungen und Auszeichnungen
- Bundesverdienstkreuz 1. Klasse des Verdienstordens der Bundesrepublik Deutschland